# Tom Allen (polityk)
Tom Allen, właśc. Thomas H. Allen (ur. 16 kwietnia 1945 w Portland w stanie Maine) – amerykański prawnik i polityk związany z Partią Demokratyczną. W latach 1997–2009 był przedstawicielem pierwszego okręgu wyborczego w stanie Maine w Izbie Reprezentantów Stanów Zjednoczonych.
Podczas wyborów parlamentarnych w listopadzie 2008 podjął próbę przeniesienia się do Senatu, jednak przegrał z broniącą mandatu republikanką Susan Collins. W efekcie znalazł się poza parlamentem. Od maja 2009 stoi na czele Amerykańskiego Związku Wydawców, głównej organizacji branżowej wydawnictw publikujących książki.